# Муханна ибн Султан
Муханна ибн Султан (? — 1720) — имам Омана из династии Аль Йаруб (1719—1720), сын Султана ибн Сайфа. один из соперничающих имамов в начале гражданских войн в Омане в последние годы правления династии Аль Йаруб. Он недолго удерживал власть в 1719—1720 годах, прежде чем был свергнут и убит.

## Предыстория

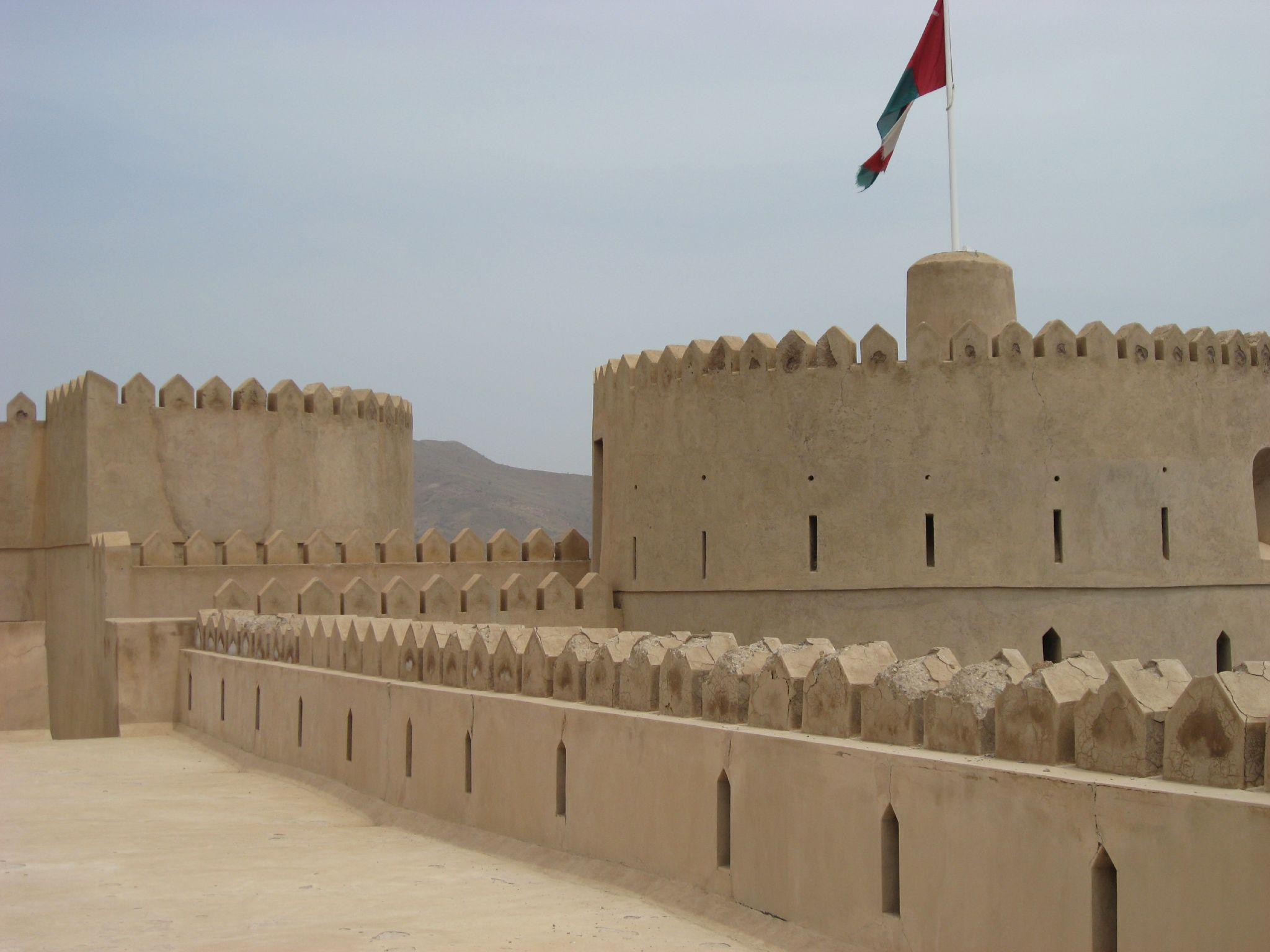
Форт Рустак

Муханна бин Султан был младшим братом имама Сайфа I бин Султана (1692—1711). Он приходился двоюродным дедом Сайфу II ибн Султану, старшему сыну Султана II ибн Сайфа (1611—1718). Сайфу II ибн Султану было двенадцать лет, когда в 1718 году умер его отец. Теоретически должность имама была избираема, но на практике в течение многих лет она передавалась по наследству членам семьи Аль Йаруб. Поэтому Сайф II ибн Султан считался естественным преемником своего отца. Тем не менее, было поддержано назначение Муханны регентом во время малолетства Сайфа.
В Рустаке было созвано собрание шейхов и других знатных людей, где Кадхи Адей ибн Сулиман был вынужден провозгласить Сайфа II ибн Султана имамом, хотя и неохотно. Сайф пользовался популярностью в народе, улемы считали его слишком молодым, чтобы занимать этот пост, и предпочитали Муханну в качестве имама. Муханна был хорошо подготовлен, так как он был ученым, мудрым и осторожным в своих решениях.

## Правление
Муханна ибн Султан был, по-видимому, избран имамом улемами в мае 1719 года в цитадели в Низве. Улемы сначала не достигли племенного согласия, как это было принято. Примерно в конце 1719 года сторонники Муханны тайно доставили его в замок Рустак и признали имамом. Муханна оказалась благоразумным правителем, тщательно советовавшимся с религиозными лидерами при принятии любых решений. Он отменил пошлины в порту Маскат, что привело к удвоению торговли и процветанию экономики. В 1720 году эскадра кораблей из Маската разбила транспортную эскадру португальцев, которые должны были забрать персидские войска для попытки вернуть острова Персидского залива, удерживаемые арабами Маската.

## Низложение и смерть
Однако население по-прежнему благоволило Сайфу II ибн Султану, и его двоюродный брат Йаруб ибн Абу-л-Араб поднял восстание. Йаруб собрал войско и двинулся на Маскат, который он взял. Затем он повернулся на крепость Рустак. Когда он приблизился, сторонники Муханны покинули его. Муханна пыталась найти убежище в крепости Рустак. Ему предложили защиту, если он уйдет. Когда он согласился, его схватили, бросили в тюрьму, а затем убили. Он умер в конце 1720 года. Это положило начало периоду ожесточенных межплеменных столкновений. Йаруб ибн Абу-л-Араб восстановил на престоле Сайфа II бин Султана и провозгласил себя регентом во время малолетства своего двоюродного брата. В мае 1722 года Йаруб сделал следующий шаг и провозгласил себя имамом.